# Podocarpus smithii
Podocarpus smithii är en barrträdart som beskrevs av De Laub. Podocarpus smithii ingår i släktet Podocarpus och familjen Podocarpaceae. Inga underarter finns listade i Catalogue of Life.